# Dariusz Kosela
Dariusz Kosela (Zabrze, 12 de fevereiro de 1970) é um ex-futebolista profissional polaco, atuava como meio-campo, medalhista olímpico de prata.
Dariusz Kosela conquistou a a medalha de prata em Barcelona 1992.